# Сайто, Ёсицугу
Ёсицугу Сайто (斎 藤 義 次, Сайто Ёсицугу, 2 ноября 1890 — 10 июля 1944) был генерал-лейтенантом в Императорской армии Японии во время Второй мировой войны. Он командовал японскими войсками во время битвы при Сайпане и покончил с собой во время битвы.
Родился в Префектуре Мияги. Окончил своё обучение в Военной Академии Императорской Армии в 1912 году по специальности кавалерист. 1924 году окончил Высшую Военную Академию Императорской Армии.
В 1938 году получил должность начальника штаба 5-й дивизии, а в 1939 году получил звание генерал-майор и был переведён в Квантунскую армию начальником кавалерийских дивизии. 1942 году получил звание генерал-лейтенант.
В апреле 1944 года Сайто был назначен командиром 43-й дивизии Японской Императорской Армии во время её развертывания на Сайпане. Поскольку к этому времени в войне на Тихом океане Япония потеряла контроль над морскими путями, дивизия понесла тяжелые потери из-за атак подводных лодок на её транспорты во время движения. Сайто был главнокомандующим всех японских сил на Сайпане. Адмирал Тюити Нагумо, командующий флотом Центрально-Тихоокеанского региона, также был на острове, и Сайто часто советовался с ним.
Битва при Сайпане началась 15 июня 1944 года. Прорванная линия снабжения создавала плачевную ситуацию для обороны острова, но Сайто был полон решимости сражаться до последнего ведь он знал, что после падения Сайпана Японский архипелаг окажется в пределах досягаемости американских стратегических бомбардировщиков. Японские солдаты использовали множество пещер в ландшафте острова, чтобы задержать наступление американских солдат, укрываясь днем и совершая вылазки ночью. Американцы постепенно выработали тактику расчистки пещер с использованием огнеметных групп при поддержке артиллерии и пулеметов. 6 июля японские солдаты под его командованием Сайто совершили банзай атаку и сказал: «Нападаем ли мы или останемся, тут, где есть только смерть. Однако в смерти есть жизнь. Я пойду вместе с вами, чтобы доставить удар по американским дьяволам и оставлю свое тело на Сайпане, на тихоокеанской крепости». К 7 июля японцам отступать было некуда и несмотря на возражение Тюити Нагумо, они разработали план последней посмертной атаки банзай. На судьбу мирного население на острове Сайпан Саито сказал: «Больше нет различия между гражданскими лицами и войсками. Для них было бы лучше присоединиться к атаке с бамбуковыми копьями, чем быть захваченными».
1. ↑  Philip A. Crowl: Campaign in the Marianas. Washington, DC: Center of Military History US Army, 1993, LCCN 60-60000, p. 257.